# Rivière Marrias (rivière des Outaouais)
Pour les articles homonymes, voir Marrias.
Ne doit pas être confondu avec Rivière Marrias (rivière Louvicourt).
La rivière Marrias est un affluent de la rive nord du lac Granet, coulant dans les cantons de Granet et de Marrias, dans le territoire non organisé de Lac-Granet et dans la ville de Val d’Or, dans la municipalité régionale de comté (MRC) de La Vallée-de-l'Or, dans la région administrative de l’Abitibi-Témiscamingue, au Québec, au Canada.
La rivière Marrias coule entièrement en territoire forestier. La foresterie constitue la principale activité économique de ce bassin versant ; les activités récréotouristiques, en second. La surface de la rivière est habituellement gelée du début de la mi-décembre à la mi-avril.

## Géographie

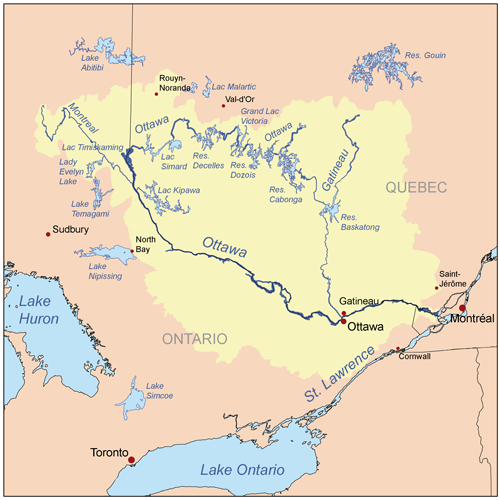
Bassin hydrographique de la rivière des Outaouais.

La rivière Marrias prend sa source en zone de marais (altitude : 338 m) du côté ouest de l'Accueil Nord de la Réserve faunique La Vérendrye. Le cours supérieur de la rivière coule sur 10,8 km, plus ou moins en parallèle, du côté ouest de la route 117. Cette source est localisée à :
- 12,1 km au nord-est de la confluence de la rivière Marrias ;
- 6,4 km au sud-est du lac Villebon ;
- 47,1 km au sud-est du centre-ville de Val-d’Or ;
- 1,6 km à l'ouest de la route 117.

Les principaux bassins versants voisins de la rivière Marrias sont :
- côté nord : lac Sabourin ;
- côté est : lac Villebon, Grand lac Victoria (baie Kawastaguta) ;
- côté sud : lac Granet, rivière des Outaouais ;
- côté ouest : lac Sabourin, rivière des Outaouais.

À partir de sa source, la rivière Marrias coule sur 23,8 km selon les segments suivants :
- 1,1 km vers le nord-est dans le canton de Marrais en traversant en traversant une zone de marais, jusqu’à la limite du canton de Villebon ;
- 2,6 km vers le nord dans le canton de Villebon en formant une courbe vers l'est en zone de marais, jusqu’à limite Est du canton de Marrias ;
- 9,8 km dans le canton de Marrias, dont 7,1 km vers le nord-ouest en traversant une zone de marais, puis 2,7 km vers le sud-ouest en zone de marais, jusqu’à l’embouchure du lac Moreau (altitude : 321 m) ;
- 3,4 km vers le sud en traversant une zone de marais, jusqu’à la rive nord du lac Marrias lequel est formé par un élargissement de la rivière et épouse la forme d'un "T" (le courant arrivant par le bras gauche) ;
- 4,9 km en traversant le lac Marrias (longueur : 3,0 km ; altitude : 317 m), dont 1,9 km vers le sud (soit jusqu’au coude de la rivière), puis 3,5 km vers l'ouest, jusqu’à son embouchure ;
- 0,4 km vers le sud-ouest en traversant une zone de marais, jusqu’à la limite nord du canton de Granet ;
- 1,6 km vers le sud dans le canton de Granet en contournant une île, jusqu'à la confluence de la rivière[2].

La rivière Marrias se décharge au fond d’une baie sur la rive nord-est du lac Granet lequel est traversé vers le nord par la rivière des Outaouais. La rive nord du lac Granet constitue la limite nord de la Réserve faunique La Vérendrye.
Cette confluence de la rivière Marrias est située à 3,1 km au sud-est du barrage de l’embouchure du lac Granet, à 17,2 km au sud-est du lac Sabourin, à 12,5 km à l'ouest de la route 117, à 37,5 km au sud-est du centre-ville de Val-D’Or.

## Toponymie
Au Québec, il existe deux rivières Marrias dans la municipalité régionale de comté (MRC) de La Vallée-de-l'Or, en Abitibi-Témiscamingue. La première rivière Marrias coule vers le nord dans le canton de Louvicourt dans le territoire de Val d’Or et s’avère un affluent de la rive sud-est du lac Trivio lequel est traversé vers le nord-est par la rivière Louvicourt.
La seconde rivière Marrias traverse le canton de Marrias, dans le territoire non organisé de Lac-Granet. Le toponyme de ce canton et de chacune des rivières évoquent la mémoire d’un lieutenant de marine, le sieur Marrias lequel a servi dans l'armée de Montcalm pendant la guerre de Sept Ans.
Le toponyme « rivière Marrias » a été officialisé le 5 décembre 1968 à la Commission de toponymie du Québec.